# Sosna sękata
Sosna sękata (Pinus attenuata Lemmon) – gatunek drzewa iglastego z rodziny sosnowatych (Pinaceae). Pochodzi z Ameryki Północnej, jej rodzimy zasięg występowania obejmuje Meksyk (Baja California) i USA (Kalifornia, Oregon).

## Morfologia
PokrójDrzewo lub krzew (na ubogich stanowiskach). Korona drzewa zazwyczaj stożkowata.
PieńPrzeważnie prosty, dorasta do 24 m wysokości i 80 cm średnicy. Kora czerwonobrązowa do ciemnobrązowej, płytko i wąsko spękana.
LiścieIgły zebrane po 3 na krótkopędzie, o długości (8)9–15(20) cm i grubości 1,3–1,8 mm, wyprostowane lub delikatnie wygięte, skręcone, żółtozielone, brzegiem drobnoząbkowane.
SzyszkiSzyszki męskie cylindryczne, pomarańczowobrązowe, długości 10–15 mm. Szyszki żeńskie asymetryczne, lancetowate przed otwarciem, jajowato-cylindryczne po otwarciu. Długości 8–16 cm, żółtobrązowe lub blado brązowe. Siedzące lub na szypułce długości 1 cm. Nasiona prawie czarne, długości 6–7 mm, z wąskim skrzydełkiem o długości do 20 mm.

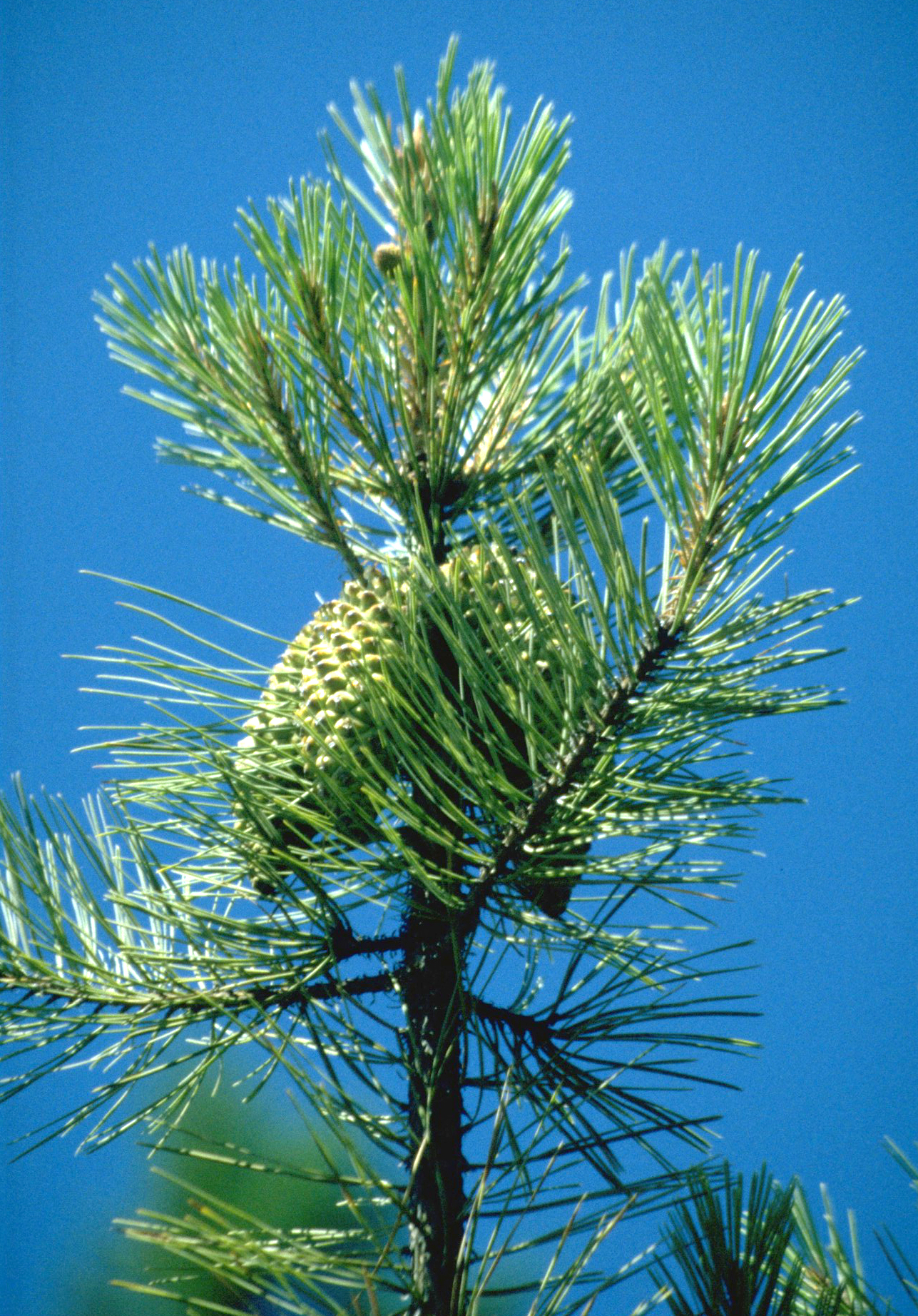
Igły i młode szyszki
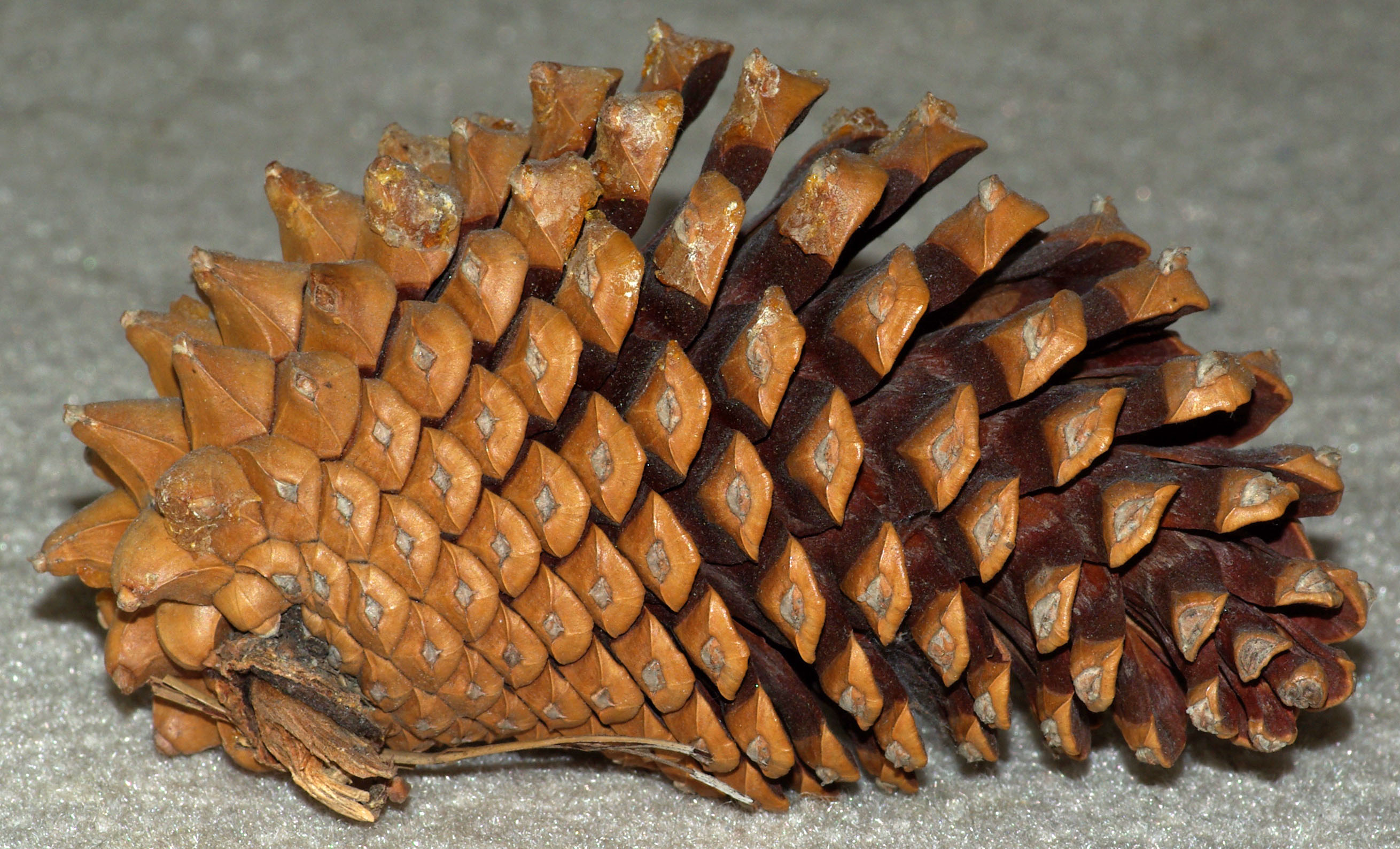
Szyszka nasienna

## Biologia i ekologia
Drzewo wiatropylne. Szyszki nasienne dojrzewają w ciągu 2 lat. Pozostają zamknięte na drzewie nawet 20 lat lub otwierają się pod wpływem wysokich temperatur w czasie pożaru. Igły pozostają na drzewie przez 4–5 lat.
Jest gospodarzem rośliny pasożytniczej Arceuthobium siskiyouense (pasożyt pędowy).

## Systematyka i zmienność
Synonimy: Pinus tuberculata Gordon not D.Don, P. tuberculata var. acuta Mayr.
Pozycja gatunku w obrębie rodzaju Pinus:
- podrodzaj Pinus
  - sekcja Trifoliae
    - podsekcja Attenuatae
      - gatunek P. attenuata

## Zagrożenia

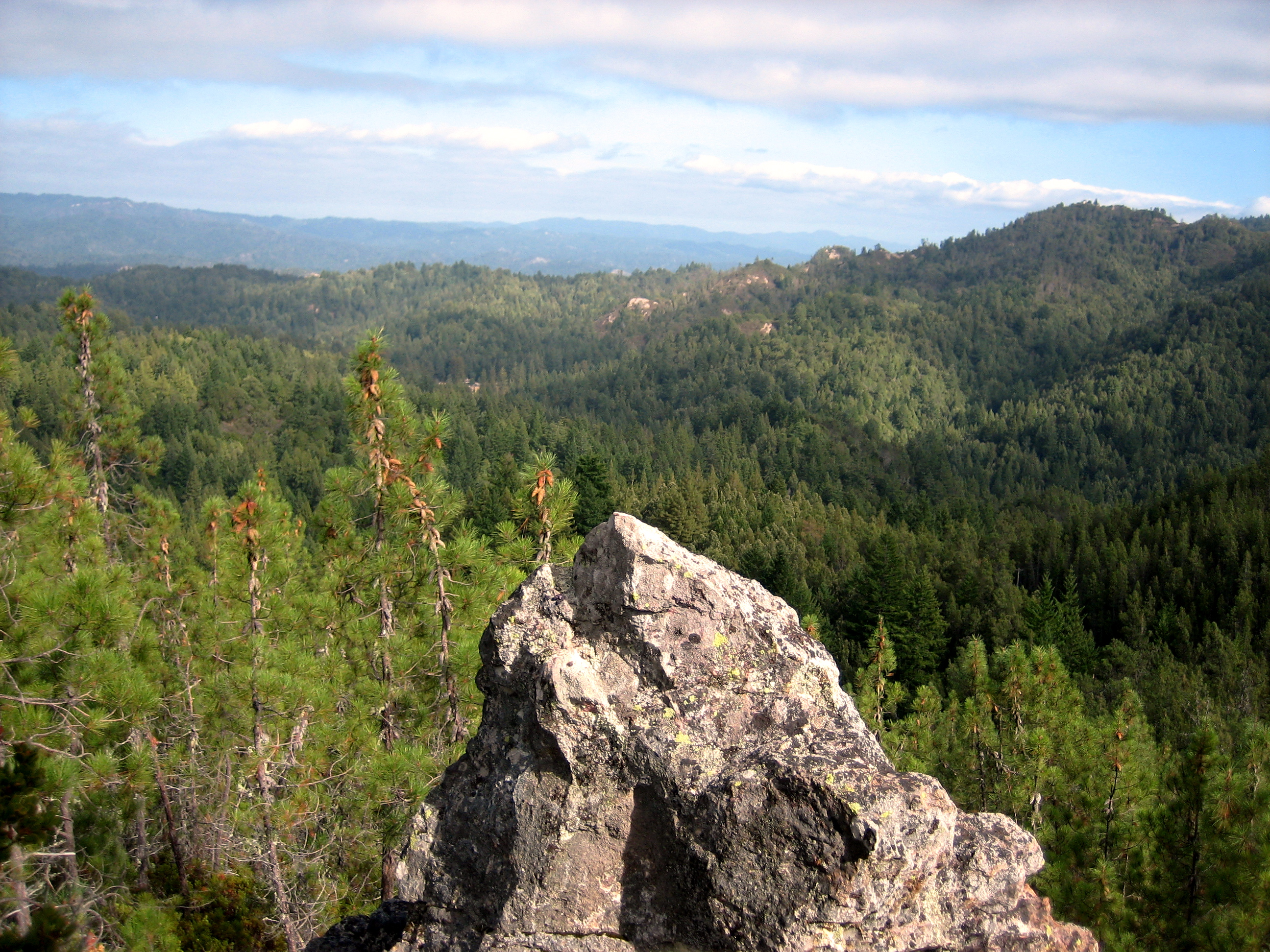
Las P. attenuata, Park stanowy Big Basin Redwoods, Kalifornia

Międzynarodowa organizacja IUCN przyznała temu gatunkowi kategorię zagrożenia w skali całego świata LC (least concern), uznając go za gatunek najmniejszej troski, nie spełniający kryteriów gatunków zagrożonych (IUCN 2.3, IUCN 3.1). Liczebność populacji może lokalnie znacznie się wahać, w związku z obumieraniem drzew po pożarze oraz następującym po nim masowym odnawianiem z nasion. Pożary nie obejmują równocześnie całego zasięgu, więc ogólna liczebność jest stabilna. Część stanowisk jest objęta różną formą ochrony. Zagrożeniem dla gatunku jest zapobieganie pożarom lasu, w konsekwencji prowadzące do jego zanikania ze zbiorowisk, w których zastępują go gatunki drzew mniej przystosowane do pożarów. Potencjalnym zagrożeniem dla siedlisk jest także postępująca urbanizacja w części zasięgu gatunku.